# Бруно Конти
Бруно Конти (на италиански: Bruno Conti) е италиански футболист, полузащитник и треньор.

## Кариера
Конти прекарва цялата си кариера в Рома, с изключение на 2 наема в Дженоа в Серия Б през 1975/76 г. (по време на който печели титлата в Серия Б) и сезон 1978/79. Дебютира за Рома в Серия А през 1973 г. По време на престоя си в клуба, той носи номер 7 и става важна фигура на крилото, като печели скудето през сезон 1982/83 и Копа Италия 5 пъти между 1979 и 1991 г. Той изиграва ключова роля при класирането на финала за КЕШ през 1984 г., когато са победени от Ливърпул, а Конти пропуска дузпа. В последния си сезон в клуба 1990/91, достига финал за Купата на УЕФА и печели Копа Италия.
Поради своите изпълнения за „римските вълци“ получава прякора "Кметът на Рим". Той е един от единадесетте членове, които са въведени в залата на славата на Рома през 2012 г.

## Личен живот
Конти и съпругата му Лаура имат двама сина, които също са футболисти – Даниеле и Андреа.

## Отличия

### Отборни
Дженоа
- Серия Б (1): 1975/76

Рома
- Серия А (1): 1982/83
- Копа Италия (5): 1980, 1981, 1984, 1986, 1991

### Международни
Италия
- Световно първенство по футбол: 1982

### Индивидуални
- Световно първенство по футбол отбор на турнира: 1982[4]
- Зала на славата на АС Рома: 2012